# Langakset pragtskær
Langakset pragtskær (Liatris spicata) – som ofte kaldes "Lampepudser" – er en staude med en opret vækst, græsagtige blade og en cylindrisk stand af rosenrøde (eller sjældnere: hvide) blomster. Arten og sorter af den dyrkes i haver og parker på grund af hårdførhed, tørketålsomhed og blomstring. Blomsterne er meget søgt af bier og andre nektarædende insekter.

## Beskrivelse
Langakset pragtskær er en flerårig, urteagtig plante med en stiv, opret vækst. Stænglen er ofte uforgrenet eller i givet fald forgrenet helt fra bunden. Den er hårløs og glat at føle på. Bladene sidder spredt, og de er græsagtigt linjeformede med hel rand. Begge bladsider er hårløse og lysegrønne. Blomstringen foregår i sensommeren (juli-august), og den består af endestillede, akslignende stande, som er sammensat af små blomsterstande, der igen er sammensat af 4-14 små kurveblomster. De enkelte blomster er rørformede med purpurfarvede kronblade. Hvide blomster forekommer dog også i naturen. Frugterne er nødder med fnok.
Rodsystemet består af en tyk jordstængel med kraftige, dybtgående rødder. 
Højde x bredde og årlig tilvækst: 0,90 x 0,30 m (90 x 30 cm/år), heri ikke medregnet skud fra udløbere.

## Hjemsted
Langakset pragtskær er hjemmehørende i det sydøstlige Canada og i hele det østlige USA frem til Mississippifloden. Arten er knyttet til lysåbne eller let skyggede voksesteder med en humusrig, porøs og ret tør jordbund. Den er karakterart for de østlige prærier. 
I Potomacflodens slugt gennem Virginia, USA, findes en savanneagtig skovtype, hvor arten vokser sammen med bl.a. Farvebælg, Eleocharis compressa (en art af sumpstrå), Helianthus occidentalis (en art af solsikke), hvidask, høj skønhedsøje, kalkunfod, Lathyrus venosus (en art af fladbælg), Lespedeza violacea (en art af kløverbusk), liden præriegræs, præriehirse, prærievadegræs, Sorghastrum nutans (en meget udbredt græsart), svinehickory og virginsk ærenpris
| Portal | Portal:Botanik |

## Note
1. ↑  www.dcr.virginia.gov: Virginia Department of Conservation and Recreation: The Natural Communities of Virginia – Staten Virginias optælling og fastlæggelse af deres naturlige plantesamfund (engelsk)